# Siergiej Bazariewicz
Siergiej Walerjanowicz Bazariewicz (ros. Сергей Валерьянович Базаревич; ur. 16 marca 1965 w Moskwie) – rosyjski koszykarz, posiadający także greckie obywatelstwo (gre. Σεργκέι Μπαζάρεβιτς), występujący na pozycjach rozgrywającego oraz rzucającego obrońcy, po zakończeniu kariery zawodniczej trener koszykarski, aktualnie trener Reprezentacji Rosji mężczyzn oraz włoskiego Pallacanestro Cantù.

## Osiągnięcia
Na podstawie, o ile nie zaznaczono inaczej.

### Zawodnicze

#### Drużynowe
- Mistrz:
  - ZSRR (1983, 1984, 1988)
  - Rosji (1997, 1998)
- Wicemistrz:
  - ZSRR (1985–1987, 1990)
  - Rosji (1996)
  - Grecji (2000)
- Brązowy medalista mistrzostw Wspólnoty Niepodległych Państw (1992)
- Uczestnik rozgrywek:
  - Final Four:
    - Euroligi (1985 – 4. miejsce)
    - Pucharu Saporty (1986 – 3. miejsce, 1987 – 4. miejsce)

  - TOP 8 Euroligi (1998)
- Zdobywca Pucharu Prezydenta Turcji (1997)

#### Indywidualne
- Uczestnik spotkań gwiazd:
  - FIBA All-Star Games (1991, 1995)
  - FIBA EuroStars (1996, 1997)
  - ligi rosyjskiej (1997, 1998)
- Uhonorowany tytułem Mistrza Sportu Rosji (1994)

#### Reprezentacja
Drużynowe
- Mistrz:
  - uniwersjady (1985)
  - Europy U–18 (1984)
- Wicemistrz:
  - mistrzostw świata (1990, 1994)
  - Europy (1993)
- Uczestnik:
  - mistrzostw świata (1990, 1994)
  - mistrzostw Europy (1993, 1995 – 7. miejsce)
  - igrzysk olimpijskich (1992 – 4. miejsce, 2000 – 8. miejsce)

Indywidualne
- Zaliczony do I składu najlepszych zawodników mistrzostw:
  - świata (1994)
  - Europy (1993)

### Trenerskie
- Mistrzostwo EuroChallenge (2013)
- Brązowy medal:
  - mistrzostw Rosji (2008 – jako asystent)
  - mistrzostw Rosji/VTB (2015)
- Zdobywca Pucharu Rosji (2012, 2013)
- Finalista Pucharu Rosji (2009 – jako asystent)
- Final Four Pucharu Rosji (2008 – jako asystent)
- Uczestnik mistrzostw Europy:
  - 2017 – 4. miejsce
  - U–20 (2008 – 9. miejsce)